# Una notte a Rio
Una notte a Rio (That Night in Rio) è un film del 1941 diretto da Irving Cummings, tratto dall'opera teatrale The Red Cat di Rudolph Lothar e Hans Adler.
Interpretato da Alice Faye, Don Ameche e Carmen Miranda, è una commedia musicale in technicolor già portata sullo schermo nel 1935 da Roy Del Ruth con Folies Bergère de Paris e, nel 1951, dal remake Divertiamoci stanotte (On the Riviera) di Walter Lang.

## Trama
Larry Martin è un attore statunitense che lavora al Casino Samba a Rio de Janeiro, dove imita il barone Manuel Duarte; una sera il barone e la moglie, Cecilia Duarte, vengono a vedere lo spettacolo di Larry, trovandolo molto realistico. Nei camerini il barone incontra Carmen, la ragazza di Larry e la invita ad un party. Carmen declina l'invito.
Più tardi, Larry incontra Cecilia da cui rimane attratto: interpreta il barone per lei ma il vero marito riceve un telegramma che gli comunica che una sua compagnia ha difficoltà economiche perché un contratto non è stato rinnovato: avendo bisogno di rimborsare la banca, vola a Buenos Aires.

## Produzione
Il film fu prodotto dalla Twentieth Century-Fox.

## Distribuzione
Distribuito dalla 20th Century Fox, uscì nelle sale cinematografiche USA l'11 aprile 1941.

## Ricezione critica
Nella sua recensione per il giornale Chicago Reader, Dave Kehr ha detto che "il Technicolor e Carmen Miranda le principali attrazioni di questa film musicale." Il  rivista Variety ha scritto che "è la tempestosa Miranda che ruba la scena dalla prima sequenza."
L'Hollywood Reporter ha detto di questo stesso film, "performance [di Miranda] in inglese è ... vivida, ardente e tempestosa." Il Daily Mirror, ha detto che "le labbra di esotico Carmen Miranda sono apparentemente affascinante come le sue mani."
Il New York Times ha definito il film "un colorato musical," tuttavia "nonostante i suoi ritmi latini caldi e la presenza di Carmen Miranda nel cast, Una notte a Rio discosta un po' 'dalla formula commedia musicale, che sacrifica inevitabilmente la sua originalità."